# Samuel Gathimba
Samuel Ireri Gathimba (né le 26 octobre 1987) est un athlète kényan, spécialiste de marche.

## Biographie
Médaillé d'argent du 20 kilomètres marche lors des championnats d'Afrique 2014, il remporte la médaille d'or lors de l'édition suivante, en 2016 à Durban, dans le temps de 1 h 19 min 24 s.
Début 2018, il termine premier de l'épreuve de qualification kényane aux Jeux du Commonwealth en 1 h 19 min 4 s, un nouveau record du Kenya. Le 8 avril 2018, il remporte en 1 h 19 min 51 s la médaille de bronze des Jeux du Commonwealth de Gold Coast, derrière Dane Bird-Smith et Tom Bosworth. 
Au mois d'août à Asaba, il conserve son titre de champion d'Afrique du 20 kilomètres marche.
En 2019 Samuel Gathimba remporte le titre aux Jeux africains de Rabat.
En 2021 il améliore son record national du 20 km marche en 1 h 18 min 23 s.
En 2022 il remporte son troisième titre continental consécutif à Saint-Pierre.

## Palmarès
| Date | Compétition            | Lieu         | Résultat | Épreuve      | Temps           |
| ---- | ---------------------- | ------------ | -------- | ------------ | --------------- |
| 2014 | Championnats d'Afrique | Marrakech    | 2e       | 20 km marche | 1 h 27 min 11 s |
| 2015 | Jeux africains         | Brazzaville  | 2e       | 20 km marche | 1 h 26 min 44 s |
| 2016 | Championnats d'Afrique | Durban       | 1er      | 20 km marche | 1 h 19 min 24 s |
| 2018 | Jeux du Commonwealth   | Gold Coast   | 3e       | 20 km marche | 1 h 19 min 51 s |
| 2018 | Championnats d'Afrique | Asaba        | 1er      | 20 km marche | 1 h 25 min 14 s |
| 2019 | Jeux africains         | Rabat        | 1er      | 20 km marche | 1 h 22 min 48 s |
| 2022 | Championnats d'Afrique | Saint-Pierre | 1er      | 20 km marche | 1 h 22 min 4 s  |
| 2022 | Championnats du monde  | Eugene       | 4e       | 20 km marche | 1 h 19 min 25 s |
| 2024 | Jeux africains         | Accra        | 2e       | 20 km marche | 1 h 28 min 6 s  |

## Records
| Épreuve      | Performance     | Lieu    | Date         |
| ------------ | --------------- | ------- | ------------ |
| 20 km marche | 1 h 18 min 23 s | Nairobi | 18 juin 2021 |